# Ljubomir Fejsa
Ljubomir Fejsa - em alfabeto cirílico sérvio: Љубомир Фејса (Vrbas, 14 de agosto de 1988) é um futebolista sérvio que atua como volante. 

## Clubes
Iniciou sua carreira no Hajduk Kula, transferindo-se ao Partizan em 2008. Em 2011 é contratado pelo Olympiakos por quatro anos.

### Benfica
Em 25 de agosto de 2013 foi anunciado oficialmente jogador do Benfica por cinco épocas. Em 11 de setembro de 2017 seu vínculo foi renovado até 2021. Foi até 2019 um dos melhores jogadores a atuar em Portugal, até chegada do novo treinador Bruno Lage, que devido a mudanças táticas deixou de contar com Fejsa.
Em janeiro de 2020 , foi anunciado com reforço do Deportivo Alavés por empréstimo de 6 meses sem opção de compra. 

## Seleção Nacional
Estreou pela Seleção Sérvia principal em 24 de novembro de 2007 contra o Cazaquistão em partida válida pelas Qualificações para a Eurocopa 2008. Fez parte do elenco sérvio no Futebol nos Jogos Olímpicos de 2008.

## Títulos
Partizan
- Campeonato Sérvio: 2008–09, 2009–10, 2010–11

Olympiakos
- Campeonato Grego: 2011–12, 2012–13, 2013-14
- Copa da Grécia: 2011–12, 2012–13

Benfica
- Campeonato Português: 2013–14, 2014–15, 2015–16, 2016–17, 2018–19
- Taça de Portugal: 2013–14, 2016-17
- Taça da Liga: 2013–14, 2014–15, 2015-16
- Supertaça Cândido de Oliveira: 2014, 2016,  2017